# Néraaranyos
Néraaranyos (románul: Zlatița, szerbül: Златица, csehül: Zlatnice) falu Romániában, a Bánságban, Krassó-Szörény megyében. Az első világháborúig Krassó-Szörény vármegye, Újmoldovai járásához tartozott. 1956-ban kivált belőle Pârneaura falu.

## Nevének változásai
1840-ben Szlaticza, 1873-ban Zlatica, 1880-1900-ig Zlaticza.

## Népessége
- 1900-ban 1267 lakosából 649 volt szerb, 534 román, 52 cseh, 27 német és 5 magyar anyanyelvű; 1185 ortodox, 79 római katolikus, 2 unitárius és 1 evangélikus vallású.
- 1992-ben 768 lakosából 342 volt szerb, 268 román, 143 cseh, 7 ukrán, 6 német és 1 horvát nemzetiségű, 548 ortodox, 161 római katolikus, 58 pünkösdista és 1 evangélikus vallású.

## Látnivaló
Szent Száva kolostor
A falu határában egy hajdan monumentális épületegyüttes, egy barokkosított kolostor található. A kolostort hajdan körülvevő erődfalak maradványai jelzik, hogy a környék lakói számára is menedéket nyújthatott. A falakon kívül egy forrás – Szent Száva – kőre festett képének maradványával és néhány álló, néhány ledőlt mohos kőkereszt a monostor egykori lakóinak nyughelyét őrzi.